# Dohoda o výsadách a imunitách Mezinárodního trestního soudu

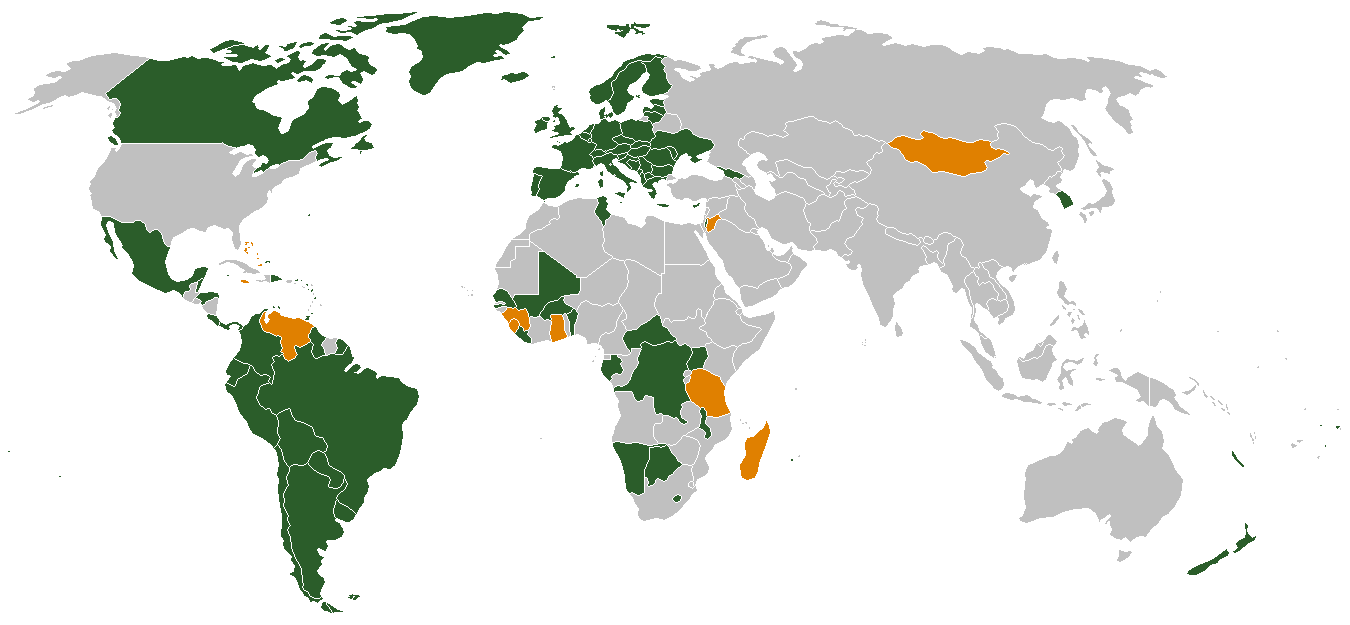
Tmavě zelená: Smluvní strany Dohody
Světle zelená: Státy, které Dohodu ratifikovaly, ale pro které ještě nevstoupila v platnost
Oranžová: Signatáři, kteří neratifikovali

Dohoda o výsadách a imunitách Mezinárodního trestního soudu je smlouva, která byla přijata Shromážděním smluvních stran Mezinárodního trestního soudu 9. září 2002. Smlouva poskytuje určité výsady a imunity úředníkům a zaměstnancům Mezinárodního trestního soudu, aby mohli nestranně plnit své povinnosti. Smlouva vstoupila v platnost 22. července 2004, kdy ji ratifikovalo deset států.

## Smluvní strany
K červnu 2022 má Dohoda 79 smluvních stran.
| Smluvní strana                 | Podepsání         | Ratifikace nebo přistoupení | Vstoupení v platnost |
| ------------------------------ | ----------------- | --------------------------- | -------------------- |
| Albánie                        | —                 | 2. srpna 2006               | 1. září 2006         |
| Andorra                        | 21. června 2004   | 11. února 2005              | 13. března 2005      |
| Argentina                      | 7. října 2002     | 1. února 2007               | 3. března 2007       |
| Belgie                         | 11. září 2002     | 28. března 2005             | 27. dubna 2005       |
| Belize                         | 26. září 2003     | 14. září 2005               | 14. října 2005       |
| Benin                          | 10. září 2002     | 24. ledna 2006              | 23. února 2006       |
| Bolívie                        | 23. března 2004   | 20. ledna 2006              | 19. února 2006       |
| Bosna a Hercegovina            | —                 | 24. ledna 2012              | 23. února 2012       |
| Botswana                       | —                 | 13. listopadu 2008          | 13. prosince 2008    |
| Brazílie                       | 17. května 2004   | 12. prosince 2011           | 11. ledna 2012       |
| Bulharsko                      | 2. května 2003    | 28. července 2006           | 27. srpna 2006       |
| Burkina Faso                   | 7. května 2004    | 10. října 2005              | 9. listopadu 2005    |
| Černá Hora                     | —                 | 23. října 2006              | 3. června 2006       |
| Česko                          | —                 | 4. května 2011              | 3. června 2011       |
| Dánsko                         | 13. září 2002     | 3. června 2005              | 3. července 2005     |
| Dominikánská republika         | —                 | 10. září 2009               | 10. října 2009       |
| Ekvádor                        | 26. září 2002     | 19. dubna 2006              | 19. května 2006      |
| Estonsko                       | 27. června 2003   | 13. září 2004               | 13. října 2004       |
| Finsko                         | 10. září 2002     | 8. prosince 2004            | 7. ledna 2005        |
| Francie                        | 10. září 2002     | 17. února 2004              | 22. července 2004    |
| Gabon                          | —                 | 22. září 2010               | 22. října 2010       |
| Gruzie                         | —                 | 10. března 2010             | 9. dubna 2010        |
| Guyana                         | —                 | 16. listopadu 2005          | 16. prosince 2005    |
| Honduras                       | —                 | 1. dubna 2008               | 1. května 2008       |
| Chile                          | —                 | 26. září 2011               | 26. října 2011       |
| Chorvatsko                     | 23. září 2003     | 17. prosince 2004           | 16. ledna 2005       |
| Island                         | 10. září 2002     | 1. prosince 2003            | 22. července 2004    |
| Irsko                          | 9. září 2003      | 20. listopadu 2006          | 20. prosince 2006    |
| Itálie                         | 9. září 2002      | 20. listopadu 2006          | 20. prosince 2006    |
| Jižní Korea                    | 28. června 2004   | 18. října 2006              | 17. listopadu 2006   |
| Kanada                         | 30. dubna 2004    | 22. června 2004             | 22. července 2004    |
| Kolumbie                       | 18. prosince 2003 | 15. dubna 2009              | 15. května 2009      |
| Konžská demokratická republika | —                 | 3. července 2007            | 2. srpna 2007        |
| Kostarika                      | 16. prosince 2002 | 28. dubna 2011              | 28. května 2011      |
| Kypr                           | 10. června 2003   | 18. srpna 2005              | 17. září 2005        |
| Lesotho                        | —                 | 16. září 2005               | 16. října 2005       |
| Libérie                        | —                 | 16. září 2005               | 16. října 2005       |
| Lichtenštejnsko                | —                 | 21. září 2004               | 21. října 2004       |
| Litva                          | 25. května 2004   | 30. prosince 2004           | 29. ledna 2005       |
| Lotyšsko                       | 29. června 2004   | 23. prosince 2004           | 22. ledna 2005       |
| Lucembursko                    | 10. září 2002     | 20. ledna 2006              | 19. února 2006       |
| Maďarsko                       | 10. září 2002     | 22. března 2006             | 21. dubna 2006       |
| Malawi                         | —                 | 7. října 2009               | 6. listopadu 2009    |
| Mali                           | 20. září 2002     | 8. července 2004            | 7. srpna 2004        |
| Malta                          | —                 | 21. září 2011               | 21. října 2011       |
| Mexiko                         | —                 | 26. září 2007               | 26. října 2007       |
| Moldavsko                      | —                 | 17. května 2017             | 16. června 2017      |
| Mongolsko                      | 4. února 2003     | 25. dubna 2022              | 25. května 2022      |
| Namibie                        | 10. září 2002     | 29. ledna 2004              | 22. července 2004    |
| Německo                        | 14. července 2003 | 2. září 2004                | 2. října 2004        |
| Nizozemsko                     | 11. září 2003     | 24. července 2008           | 23. srpna 2008       |
| Norsko                         | 10. září 2002     | 10. září 2002               | 22. července 2004    |
| Nový Zéland                    | 22. října 2002    | 14. dubna 2004              | 22. července 2004    |
| Palestina                      | –                 | 2. ledna 2015               | 1. února 2015        |
| Panama                         | 14. dubna 2003    | 16. srpna 2004              | 15. září 2004        |
| Paraguay                       | 11. února 2004    | 19. července 2005           | 18. srpna 2005       |
| Peru                           | 10. září 2003     | 18. ledna 2017              | 17. února 2017       |
| Polsko                         | 30. června 2004   | 10. února 2009              | 12. března 2009      |
| Portugalsko                    | 10. prosince 2002 | 3. října 2007               | 2. listopadu 2007    |
| Rakousko                       | 10. září 2002     | 17. prosince 2003           | 22. července 2004    |
| Rumunsko                       | 30. června 2004   | 17. listopadu 2005          | 17. prosince 2005    |
| Řecko                          | 25. září 2003     | 6. července 2007            | 5. srpna 2007        |
| Samoa                          | —                 | 8. dubna 2016               | 8. května 2016       |
| San Marino                     | —                 | 12. března 2020             | 11. dubna 2020       |
| Senegal                        | 19. září 2002     | 25. září 2014               | 25. října 2014       |
| Severní Makedonie              | —                 | 19. října 2005              | 18. listopadu 2005   |
| Slovensko                      | 19. prosince 2003 | 26. května 2004             | 22. července 2004    |
| Slovinsko                      | 25. září 2003     | 23. září 2004               | 23. října 2004       |
| Spojené království             | 10. září 2002     | 25. ledna 2008              | 24. února 2008       |
| Srbsko                         | 18. července 2003 | 7. května 2004              | 7. května 2004       |
| Středoafrická republika        | —                 | 6. října 2006               | 5. listopadu 2006    |
| Španělsko                      | 21. dubna 2003    | 24. září 2009               | 24. října 2009       |
| Švédsko                        | 19. února 2004    | 13. ledna 2005              | 12. února 2005       |
| Švýcarsko                      | 10. září 2002     | 25. září 2012               | 25. října 2012       |
| Trinidad a Tobago              | 10. září 2002     | 6. února 2003               | 22. července 2004    |
| Tunisko                        | —                 | 29. června 2011             | 29. července 2011    |
| Uganda                         | 7. dubna 2004     | 21. ledna 2009              | 20. února 2009       |
| Ukrajina                       | —                 | 29. ledna 2007              | 28. února 2007       |
| Uruguay                        | 30. ledna 2004    | 3. listopadu 2006           | 3. listopadu 2006    |

## Signatáři, kteří neratifikovali
| Stát         | Podepsání         |
| ------------ | ----------------- |
| Bahamy       | 30. června 2004   |
| Ghana        | 12. září 2003     |
| Guinea       | 1. dubna 2004     |
| Jamajka      | 30. června 2004   |
| Jordánsko    | 28. června 2004   |
| Madagaskar   | 12. září 2002     |
| Sierra Leone | 26. září 2003     |
| Tanzanie     | 27. ledna 2004    |
| Venezuela    | 16. července 2003 |